# Tonko Ayolts
Tonko Ayolts (Meeden, 23 juni 1695 - aldaar, 3 mei 1766) was een Nederlandse boer, eigenerfde en kerkvoogd van de Nederduits Gereformeerde Kerk in Meeden.

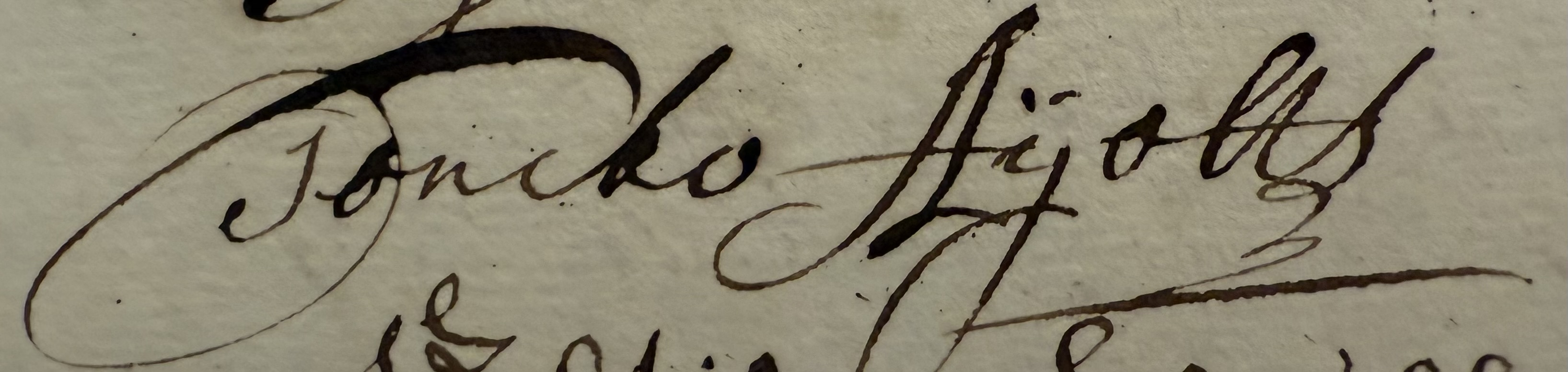
Handtekening van Tonko Ayolts, 8 mei 1754.

## Leven en werk
Tonko Ayolts trouwde in 1713 met Eetje Eenjes met wie hij negen kinderen kreeg. Drie daarvan overleden op zeer jonge leeftijd. Tonko Ayolts vermogen werd geschat op 400.000 gulden en hij was daarmee destijds de rijkste boer van het Oldambt.
Tonko Ayolts overleed 1766 te Meeden en werd daar begraven.

## Rechtszaken
Anje Jans was een dienstmeisje op de boerderij van Tonko Ayolts en was daar zwanger geraakt van Tonko's zoon Eenje Tonkes. Hieruit werd rond 1745 een tweeling (een zoon en dochter) geboren. In 1746 spande een oom van Anje een rechtszaak tegen Eenje Tonkes aan bij de drost in Zuidbroek om te zorgen dat Eenje Tonkes zijn trouwbeloften zou nakomen. Daarop startte Tonko Ayolts in 1747 een rechtszaak bij de drost in Zuidbroek om te voorkomen dat Anje Jans "bij de doop van hare beijde kinderen iemant der zelven te laten benoemen met de name of toename van impetrant nog van impetrants vrouw of van iemand zijner familie, maar haar in alles daar van te onthouden." Ayolt Tonkes probeerde dus te voorkomen dat de tweeling vernoemd zou worden naar zijn familie. Het uiteindelijke vonnis is verloren gegaan, maar aangezien de kinderen Tonko en Eetje heetten, lijkt dit niet te zijn gelukt.
In 1782, na het overlijden van Eenje Tonkes, ontstond een conflict over de erfenis. Sywertje Aijolts, die met Eenje Tonkes was getrouwd, beweerde dat haar de helft van deze boerderij was beloofd. Echter, Eetje Eenjes had haar man en zoon overleefd en bleef in de boerderij wonen. Sywertje werd in het ongelijk gesteld.

## Nakomelingen
Ayolt Mensens Tonkes trad voor het eerst voor het voetlicht in een petitie aan koning Willem I om, na de Franse overheersing het Oldambt niet meer onder het beheer van de Stad Groningen te brengen. Die actie was succesvol. In 1835 liet hij opnieuw van zich spreken bij acties tegen de invoering van een nieuw kadaster en bijbehorende grondbelasting. Ayolt Tonkes was de leider van een groep liberaal gezinde, vooral Oldambtster boeren, die in een koffiehuis aan de oostkant van de Grote Markt in Groningen bijeenkwam. Uit die kringen werd in 1848 (het sterfjaar van Tonkes) bij de liberale omwenteling van Thorbecke, Jan Freeks Zijlker uit Nieuw Beerta als Tweede Kamerlid naar voren geschoven. Ayolt Tonkes boerderij uit 1820 en later ook zijn rentenierswoning golden in die tijd als ware bezienswaardigheden. Samen met zijn vrouw is Ayolt Tonkes afgebeeld in voor toen eigentijdse "stadse" mode op een schilderij dat in het bezit is van het Groninger Museum.
Frouwe Helenius Velema was een dochter van Eelbren Edzes Tonkes. Zij trouwde met Hendrik de Cock en spoorde hem aan om met gewone kerkleden te praten, omdat zij nog stonden in de oude theologie. Dit was een van de factoren die er toe zouden leiden dat Hendrik de Cock zich van de Nederlandse Hervormde Kerk zou afscheiden.
De in het Oldambt nog veel voorkomende families Tonkes, Doddema en Kaman zijn deels (Tonkes, Doddema) en volledig (Kaman) voortgekomen uit de buitenechtelijke relatie van Eenje Tonkes. Zij zijn dus ook nakomelingen van Tonko Ayolts.

## Trivia
De naam van Tonko Ayolts staat samen met die van Tiddo Sierts vermeld op een balustrade van het orgel in de kerk te Meeden. Bijna een eeuw later zou een groot conflict ontstaan waar 3 kleinkinderen van beide kerkvoogden bij betrokken waren. De balustrade was namelijk verplaatst en daarmee op het familiegraf van Ida Sierts terechtgekomen. Tijdens de lang slepende zaak die werd opgedreven tot aan het Gerechtshof te Den Haag werd zelfs door de kerkvoogden een brief aan de Koning geschreven. Nadat Ida Sierts was overleden werd alsnog een praktische oplossing gevonden en werden de proceskosten door de kerkvoogden betaald.
Het gehucht Tonkensoord verwijst naar de familie Tonkes.